# Julian Ursyn Niemcewicz

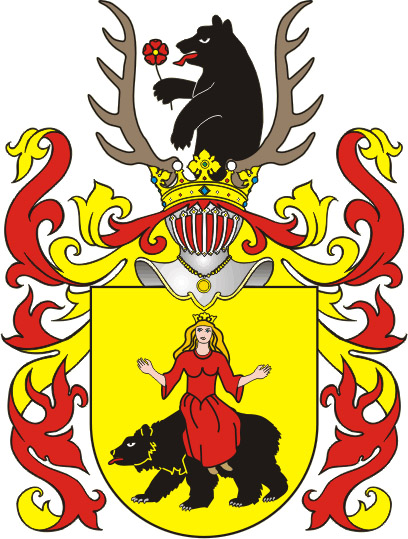
Escudo del clan noble Rawa o Rawicz.

Julian Niemcewicz de Rawa (16 de febrero de 1757-21 de mayo de 1841) fue un estudioso, poeta, patriota y estadista polaco. Su Escudo de Armas fue Rawa.

## Biografía
Nació en Skoki cerca de Brest. En el periodo inicial de su vida actuó como adjutor de Tadeusz Kościuszko, fue tomado prisionero con él en la fatal batalla de Maciejowice (1794), y compartió su cautividad en San Petersburgo. A su liberación viajó un tiempo por Estados Unidos, donde se casó. Después del Congreso de Viena fue secretario de estado y presidente del comité constitucional de Polonia, pero en 1830-1831 marchó nuevamente al exilio. Murió en París. 

## Estilo
Niemcewicz probó con muchos estilos de composición. Su comedia El regreso del diputado (1790) gozó de gran reputación, y su novela, Juan de Tenczyn (1825), al estilo de Walter Scott, ofrece una imagen vigorosa de los días de la pasada Polonia. También escribió una Historia del reinado de Segismundo III Vasa, (3 vols., 1819), y una colección de memorias de Historia Antigua Polaca (6 vols., 1822-1823). Pero él es mejor recordado por sus Canciones Históricas de los Polacos (Varsovia, 1816), una serie de composiciones líricas en las que los héroes centrales son los de la edad dorada de Segismundo I Jagellón el Viejo y de los reinados de Esteban I Báthory y Juan III Sobieski. 
Sus obras completas fueron publicadas en 12 vols. en Leipzig (1838-1840).

## Obras
- Władysław pod Warną (Vladislao en la batalla de Varna) - (1788)
- Kazimierz Wielki (Casimiro el Grande) - (1792)
- Powrót posła (El retorno del diputado), sátira política - (1791)
- Na hersztów targowieckich
- Podróże historyczne po ziemiach polskich
- Śpiewy historyczne
- Dzieje panowania Zygmunta III